# Summer World University Games 2025/Teilnehmer (Südkorea)
| Gelbes Symbol für Goldmedaillen mit stilisierten Olympischen Ringen | Graues Symbol für Silbermedaillen mit stilisierten Olympischen Ringen | Braundes Symbol für Bronzemedaillen mit stilisierten Olympischen Ringen |
| ------------------------------------------------------------------- | --------------------------------------------------------------------- | ----------------------------------------------------------------------- |
| 21                                                                  | 9                                                                     | 27                                                                      |

Südkorea nahm an den Summer World University Games 2025 vom 16. bis zum 27. Juli mit 222 Athleten (133 Männer und 89 Frauen) teil.

## Medaillen

### Medaillenspiegel
| Rang   | Sportart                   | Gold | Silber | Bronze | Gesamt |
| ------ | -------------------------- | ---- | ------ | ------ | ------ |
| 1      | Taekwondo                  | 7    | 4      | 3      | 14     |
| 2      | Fechten                    | 5    | 1      | 3      | 9      |
| 3      | Judo                       | 4    | –      | 3      | 7      |
| 4      | Bogenschießen              | 3    | 2      | 3      | 8      |
| 5      | Badminton                  | 1    | –      | 1      | 2      |
| 5      | Leichtathletik             | 1    | –      | 1      | 2      |
| 7      | Wasserspringen             | –    | 1      | 6      | 7      |
| 8      | Schwimmen                  | –    | 1      | 2      | 3      |
| 9      | Turnen                     | –    | –      | 3      | 3      |
| 11     | Rhythmische Sportgymnastik | –    | –      | 1      | 1      |
| 11     | Tischtennis                | –    | –      | 1      | 1      |
| Gesamt | Gesamt                     | 21   | 9      | 27     | 57     |

### Medaillengewinner
| Name/n | Sportart                   | Wettkampf                       |
| --- | -------------------------- | ------------------------------- |
| Gold |                            |                                 |
| Nam Su-hyeon | Bogenschießen              | Recurvebogen Einzel Frauen      |
| Kim Soo-yeon Moon Ye-eun Park Ye-rin | Bogenschießen              | Compoundbogen Mannschaft Frauen |
| Moon Ye-eun | Bogenschießen              | Compoundbogen Einzel Frauen     |
| Jin Yong Lee Jong-min | Badminton                  | Herrendoppel                    |
| Park Sang-won | Fechten                    | Säbel Einzel                    |
| Jeon Ha-young | Fechten                    | Säbel Einzel                    |
| Kim Ho-yeon Mo Byeoli Park Ji-hee Sim So-eun | Fechten                    | Florett Mannschaft              |
| Choi Se-bin Jeon Ha-young Kim Jeong-mi Seon Eun-bi | Fechten                    | Säbel Mannschaft                |
| Hwang Hae-geun Lim Jae-yoon Park Jung-ho Park Sang-won | Fechten                    | Säbel Mannschaft                |
| Kim Jong-hoon | Judo                       | Klasse bis 90 kg                |
| Jang Se-yun | Judo                       | Klasse bis 52 kg                |
| Huh Mi-mi | Judo                       | Klasse bis 57 kg                |
| Kim Ha-yun | Judo                       | Klasse über 78 kg               |
| Lee Jae-seong Kim Jeong-yun Nwamadi Joel-jin Seo Min-jun                                                                                                   | Leichtathletik             | 4 × 100 m Staffel               |
| Oh Min-hyeok | Taekwondo                  | Poomsae Einzel                  |
| Cho Ho-yeon Shin Jin-ho Kim Chan-ho | Taekwondo                  | Poomsae Mannschaft              |
| Seo Geon-woo | Taekwondo                  | Kyorugi -80 kg                  |
| Kang Sang-hyun Kim Hyo-hyeok Seo Geon-woo | Taekwondo                  | Kyorugi Mannschaft              |
| Kim Yun-seo | Taekwondo                  | Kyorugi -46 kg                  |
| Song Da-bin | Taekwondo                  | Kyorugi +73 kg                  |
| Kang Sang-hyun | Taekwondo                  | Kyorugi +87 kg                  |
| Silber |                            |                                 |
| Park Seung-hyun Park Ye-rin | Bogenschießen              | Compoundbogen Mannschaft Mixed  |
| Kim Seon-woo Kim Ye-chan Seo Min-gi | Bogenschießen              | Recurvebogen Mannschaft Männer  |
| Mo Byeoli | Fechten                    | Florett Einzel                  |
| Yoon Ji-hwan | Schwimmen                  | 50 m Rücken                     |
| Kang Min-jae Han Da-hyun | Taekwondo                  | Poomsae Paar Mixed              |
| Kwak Min-ju Seo Yeo-won Song Da-bin | Taekwondo                  | Kyorugi Mannschaft Frauen       |
| Choi Ji-woo Son Min-seon Ryu Tae-gyeong | Taekwondo                  | Poomsae Mannschaft Frauen       |
| Jung Hae-un | Taekwondo                  | Poomsae Einzel                  |
| Südkorea | Wasserspringen             | Team Award Männer               |
| Bronze |                            |                                 |
| Park Ye-rin | Bogenschießen              | Compoundbogen Einzel Frauen     |
| Kim Sung-chul Lee Eun-ho Park Seung-hyun | Bogenschießen              | Compoundbogen Mannschaft Männer |
| Choi Hyo-won Choi Ji-hoon Jin Yong Kang Geon-hui Kim Chae-jung Kim Yun-ju Lee Chae-eun Lee Hye-won Lee Jong-min Lee So-yul Park Seung-min Park Si-hyun     | Badminton                  | Mannschaft                      |
| Hwang Hee-geun | Fechten                    | Säbel Einzel                    |
| Choi Min-seo | Fechten                    | Florett Einzel                  |
| Kim Na-kyeong Kim Tae-hee Lim Tae-hee Park Ha-been | Fechten                    | Degen Mannschaft                |
| Lee Joon-hwan | Judo                       | Klasse bis 81 kg                |
| Kim Min-ju | Judo                       | Klasse bis 78 kg                |
| Huh Mi-mi Jang Se-yun Kim Ha-yun Kim Min-ju Lee Ye-rang Shin Chae-won Ahn Jae-hong Hwang Hye-sung Kim Jong-hoon Lee Joon-hwan Song Woo-hyeok Yoon Hyeon-su | Judo                       | Mannschaft Mixed                |
| Lee Jae-song | Leichtathletik             | 200 m                           |
| Park Dog-yeong Kim Joo-won Kim Min Lee So-yoon Lee So-yun Ko Ye-jin                                                                                        | Rhythmische Sportgymnastik | Gruppe 5 Bänder                 |
| Lee Eun-ji | Schwimmen                  | 100 m Rücken                    |
| Lee Eun-ji | Schwimmen                  | 200 m Rücken                    |
| Oh Seung-ju | Taekwondo                  | Kyorugi -73 kg                  |
| Seo Yeo-won | Taekwondo                  | Kyorugi -53 kg                  |
| Kwak Min-ju | Taekwondo                  | Kyorugi -67 kg                  |
| Cho Dae-seong Yun Chang-min | Tischtennis                | Männer Doppel                   |
| Moon Geon-young | Turnen                     | Barren                          |
| Moon Geon-young | Turnen                     | Boden                           |
| Kim Jae-ho | Turnen                     | Sprung                          |
| Kim Yeong-taek | Wasserspringen             | 10 m Turmspringen Männer        |
| Kim Yeong-taek Kim Ji-wook | Wasserspringen             | 10 m Synchronspringen Männer    |
| Kim Yeong-taek Kim Ji-wook | Wasserspringen             | 3 m Synchronspringen Männer     |
| Südkorea | Wasserspringen             | Team Award Frauen               |
| Oh Soo-yeon Kim Ji-wook Kim Na-hyun Kim Yeong-taek | Wasserspringen             | Mannschaft Mixed                |
| Kim Na-hyun Kim Yeong-taek | Wasserspringen             | 10 m Synchronspringen Mixed     |

## Teilnehmer nach Sportarten

### Badminton
| Männer - Jin Yong - Lee Jong-min - Kang Geon-hui - Park Seung-min - Choi Ji-hoon - Park Si-hyun | Frauen - Kim Yun-ju - Lee Chae-eun - Kim Chae-jung - Lee Hye-won - Choi Hyo-won - Lee So-yul |

### Basketball

#### Basketball
| Männer - Lee Dae-gyun - Lee Dong-geun - Bae Hyun-sik - Kang Ji-hoon - Lee Ju-yeong - Yun Ki-chan - Lee Kyu-tae - Yoo Min-soo - Park Moo-been - Park Seong-jae - Kim Seung-woo - Kang Sung-wook |

### Bogenschießen
| Männer - Seo Min-gi - Kim Seon-woo - Kim Ye-chan - Lee Eun-ho - Park Seung-hyun - Kim Sung-chul | Frauen - Park Eun-seo - Lee Ga-hyun - Nam Su-hyeon - Kim Soo-yeon - Moon Ye-eun - Park Ye-rin |

### Fechten
| Männer - Heo In-sub - Kim Jung-beom - Jung Seung-ho - Nam Yeon-ho - Choi Hyeok-jun - An Hyeon-bhin - Lim Hye-seong - Choi Min-seo - Hwang Hee-geun - Lim Jae-yoon - Park Jung-ho - Park Sang-won | Frauen - Park Ha-been - Kim Na-kyeong - Kim Tae-hee - Lim Tae-hee - Mo Byeol-i - Kim Ho-yeon - Park Ji-hee - Sim So-eun - Seon Eun-bi - Jeon Ha-young - Kim Jeong-mi - Choi Se-bin |

### Judo
| Männer - Hwang Hye-sung - Yoon Hyeon-su - An Jae-hong - Lee Joon-hwan - Kim Jong-hoon - Song Woo-hyeok | Frauen - Lee Kyeong-ha - Jang Se-yun - Huh Mi-mi - Shin Chae-won - Lee Ye-rang - Kim Min-ju - Kim Ha-yun |

### Leichtathletik
| Männer - Kim Jeong-yun - Nwamadi Joeljin - Lee Jae-seong - Seo Min-jun - Im Dong-min - Lee Seong-yoon - Kim Jun-sung - Joo Seung-kyun - Jung An-seong - Kim Hong-rok - Lee Joon-su - Son Se-jin - Kim Tae-hun - Choi Jin-woo - Jung Jun-seok - Lee Hyun-woo - Shim Ji-min - Kim Dong-hyuk | Frauen - Lee Hye-min - Kim Tae-hui - Kang Hyeon-jin - Kim A-young - Park So-jin |

### Rudern
| Männer - Seo Sung-woo (Einer) - Kim Do-yoon (Doppelzweier) - Chung Min-woo (Doppelzweier) - An Ho-jin (Zweier ohne Steuermann) - Jung Jae-min (Zweier ohne Steuermann) - Choi Yoon-sung (Mixed-Doppelvierer) - Song Jae-young (Mixed-Doppelvierer) | Frauen - Park Seo-yeon (Einer) - Seong Ju-yeong (Doppelzweier, Mixed-Doppelvierer) - Lee Su-yeon (Doppelzweier, Mixed-Doppelvierer) |

### Schwimmen
| Männer - Yoon Ji-hwan - Kim Min-jun - Kim Ji-hun - Park Geon - Kim Seong-ju - Lee Sang-hoon - Kim Seung-hoon - Han Seung-yun - Youn Hee-yun - Cho Seung-been - Baek In-chul | Frauen - Lee Eun-ji - Kim Ye-eun - Yang Ha-jung - Kwon Woo-jin - Hong Jin-yeong - Ju U-yeong - Lee Yun-jung - Hong Jung-hwa - Yun Eun-sol - Han Da-kyung - Lee Seung-gyeong |

### Taekwondo
| Männer - Lee Seung-yeop - Kim Jong-myeong - Suk Ha-bin - Kim Hyo-hyeok - Yang Ji-woo - Seo Geon-woo - Lee Jun-seo - Oh Min-hyeok - Kang Sang-hyun - Kang Min-jae - Cho Ho-yeon - Shin Jin-ho - Kim Chan-ho | Frauen - Kim Yun-seo - Jeong Hye-in - Seo Yeo-won - Kim So-won - Kim Yu-min - Kwak Min-ju - Oh Seung-ju - Jung Hae-un - Song Da-bin - Han Da-hyun - Choi Ji-woo - Son Min-seon - Ryu Tae-gyeong |

### Tennis
| Männer - Ann Suk - Shin Jung-ho - Chu Seok-hyeon - Lee Woong-bi | Frauen - Choi Hui-on - Yoon Sun-woo - Jeong Bo-young - Lee Eun-ji |

### Tischtennis
| Männer - Kang Yu-been - Lee Dong-hyuk - Cho Dae-seong - Yun Chang-min | Frauen - Gwon Yeon-hui - Im Jin-ah - Lee Dae-eun - Lee Eun-ju |

### Turnen

#### Gerätturnen
| Männer - Kim Jae-ho - Park Seung-ho - Seo Jung-won - Moon Geon-young - Ryu Sung-hyun | Frauen - Shin Sol-yi - Eom Do-hyun - An Yeon-jeong - Lee Yun-seo - Kim Seo-hyeon |

#### Rhythmische Sportgymnastik
Frauen
Einzel:
- Ha Su-lee
- Cho Byeol-ah

Mannschaft:
- Park Do-gyeong
- Kim Joo-won
- Kim Min
- Lee So-yun
- Ko Ye-jin

### Volleyball
| Männer - Lee Jun-yeong - Kim Geon-u - Jang Bo-suk - Son Chan-hong - Kang Geon-hui - Yun Gyeong - Kim Hyeong-geun - Lee Hyeon-seung - Lim Seong-ha - Park Seung-su - Choi Won-bin - Kim Yo-han |

### Wasserball
| Männer - Jo Sung-woo - Ock Ming-yu - Lee Si-won - Kim Geon-woo - Heo Jeong-young - Jeon Gi-jae - Park Sang-hyun - Hwang Jeong-yun - Kim Sung-hoon - Yong Woo-seok - Jeong Min-seo - Lim Jong-hyo - Lee Si-deok |

### Wasserspringen
| Männer - Choi Gang-in - Kim Ji-wook - Kim Yeong-taek - Kim Yeong-ho | Frauen - Kim Na-hyun - Kim Seo-yeon - Kim Seung-hyun - Oh Soo-yeon - Kim Ye-lim - Choi Yu-jeong |